# Trestia, Hunedoara
Trestia este un sat în comuna Băița din județul Hunedoara, Transilvania, România.

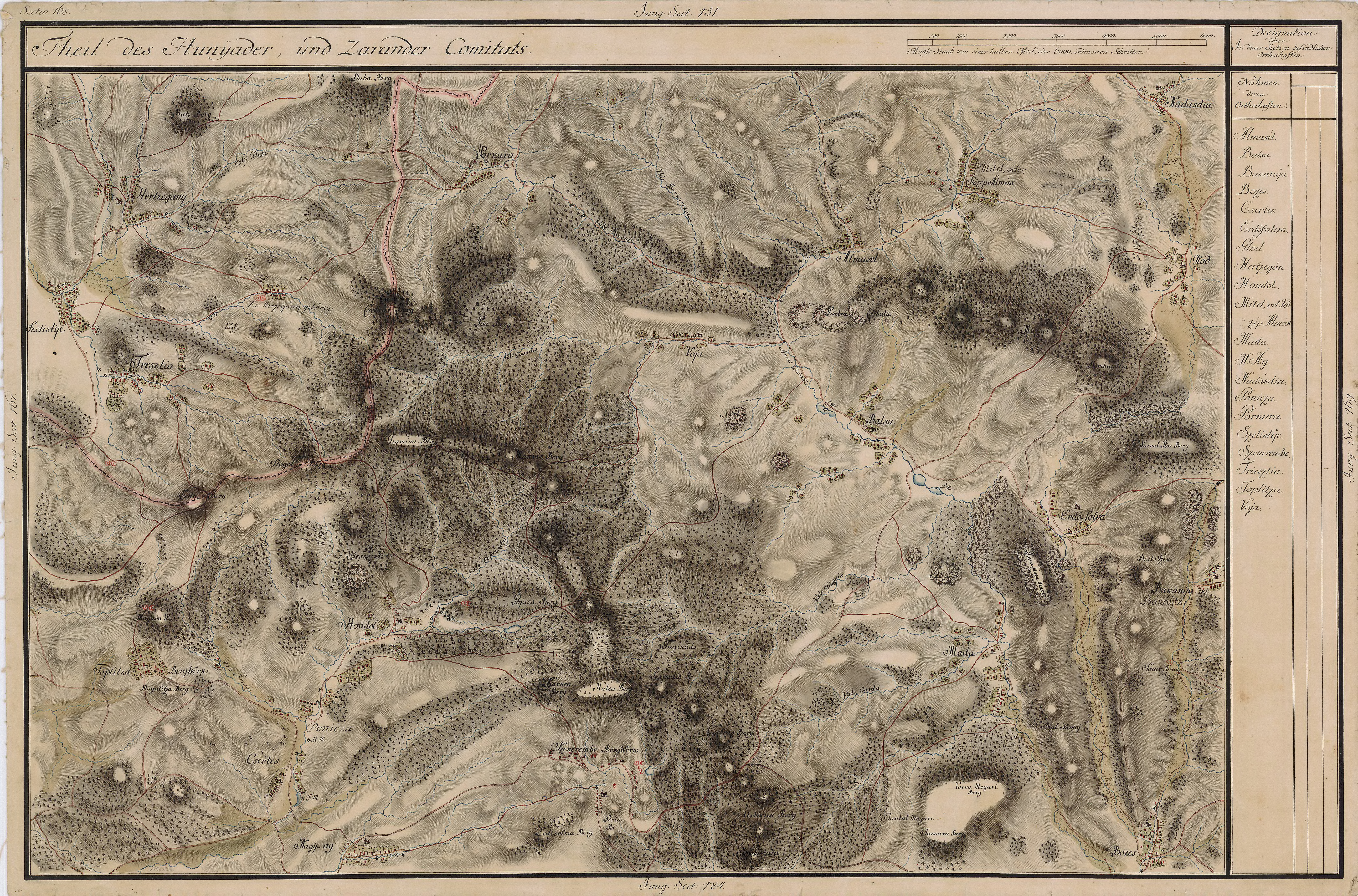
Trestia în Harta Iosefină a Transilvaniei, 1769-1773

## Vezi și
- Biserica Buna Vestire din Trestia

## Imagini

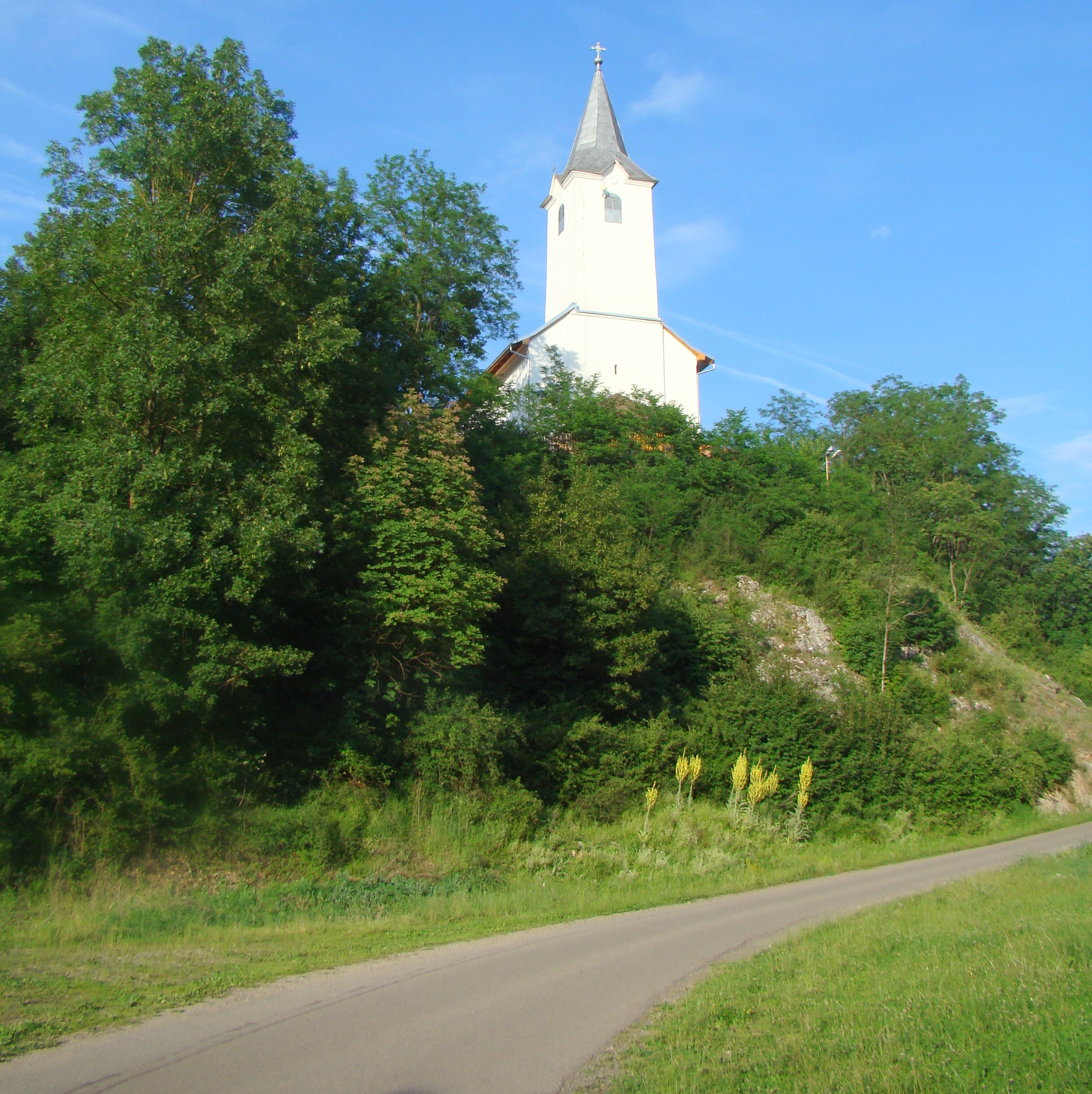
Biserica „Buna Vestire” (1674) (monument istoric)
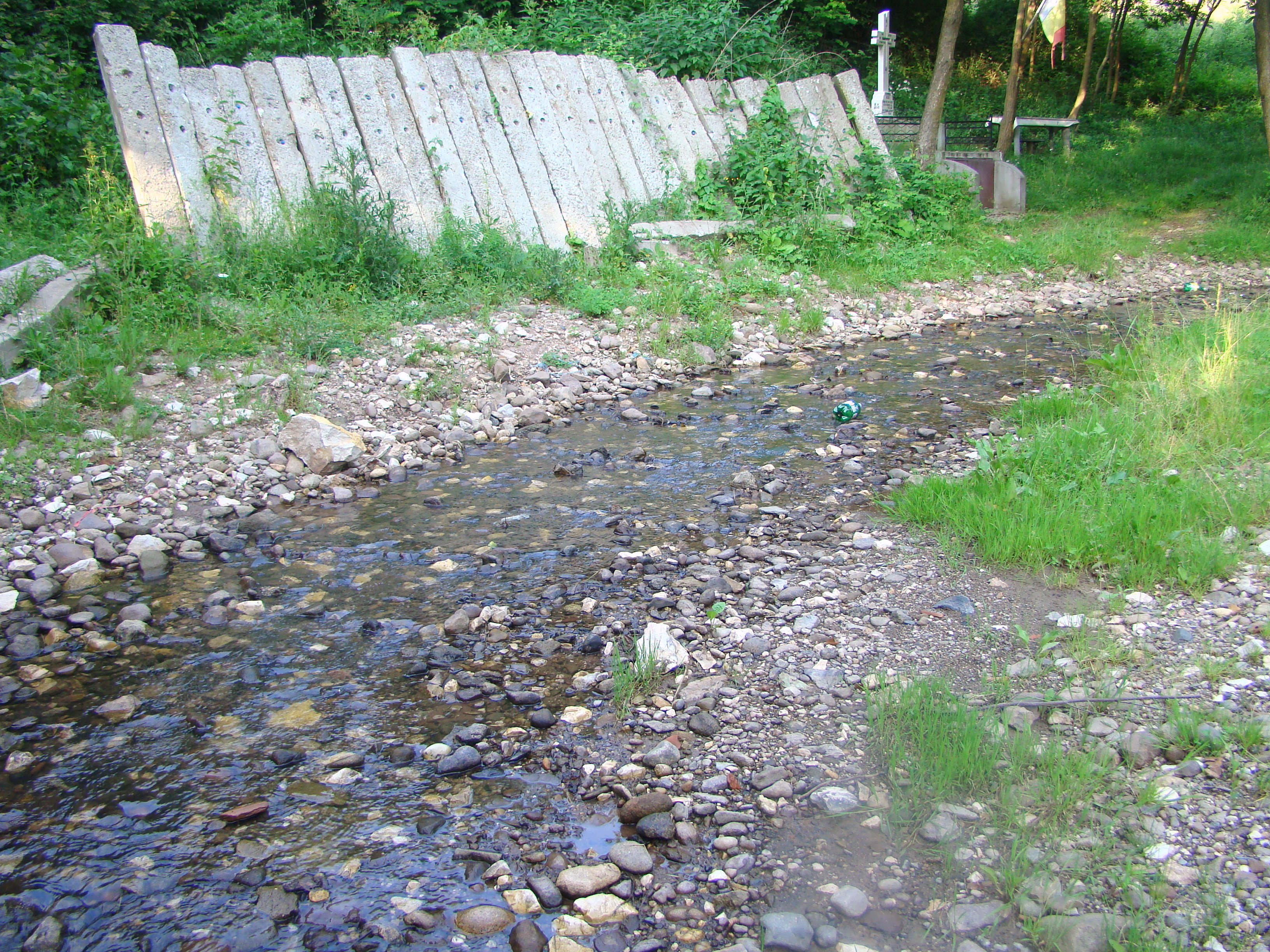
Valea Trestiei
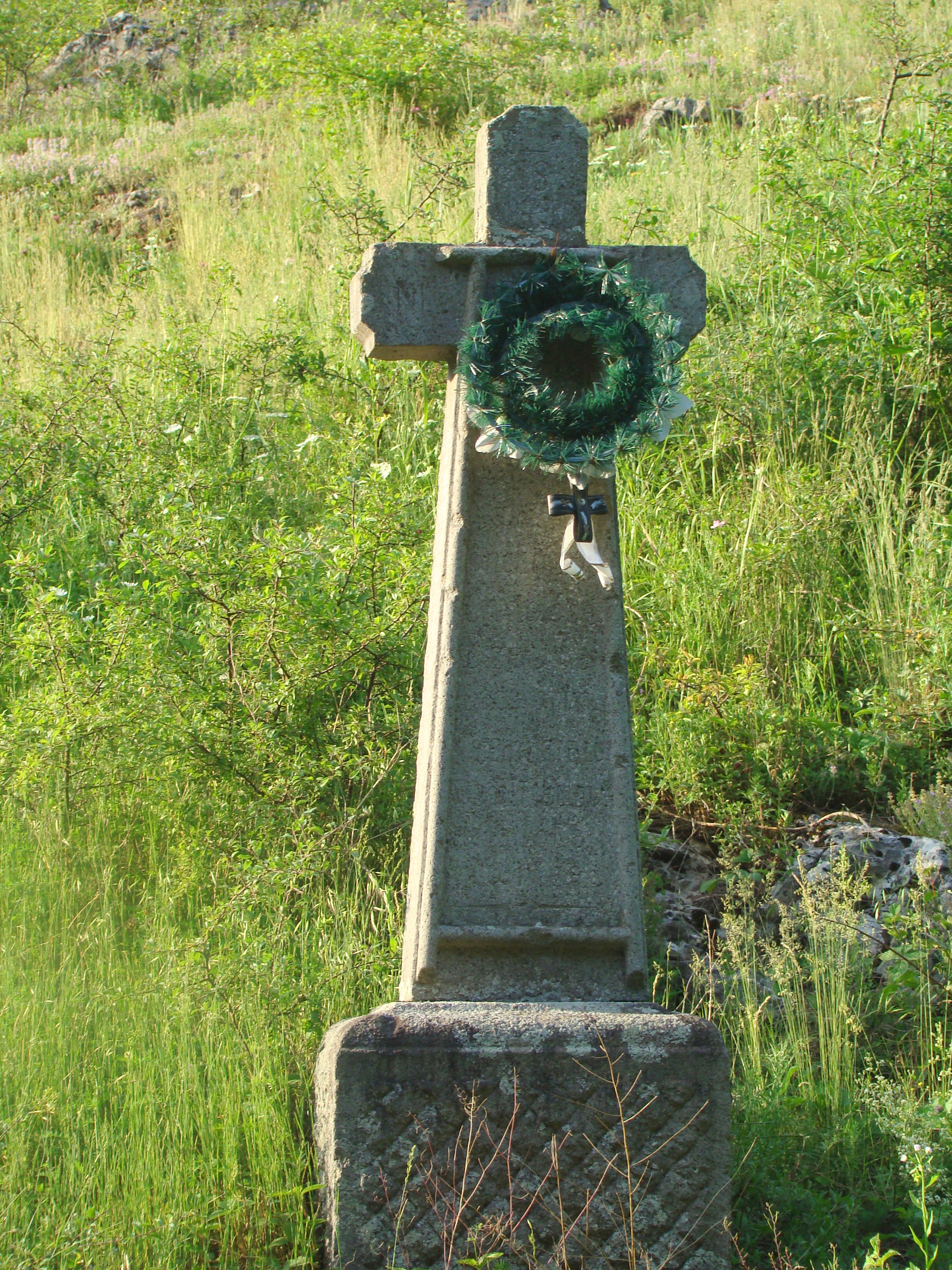
Cruce veche de piatră
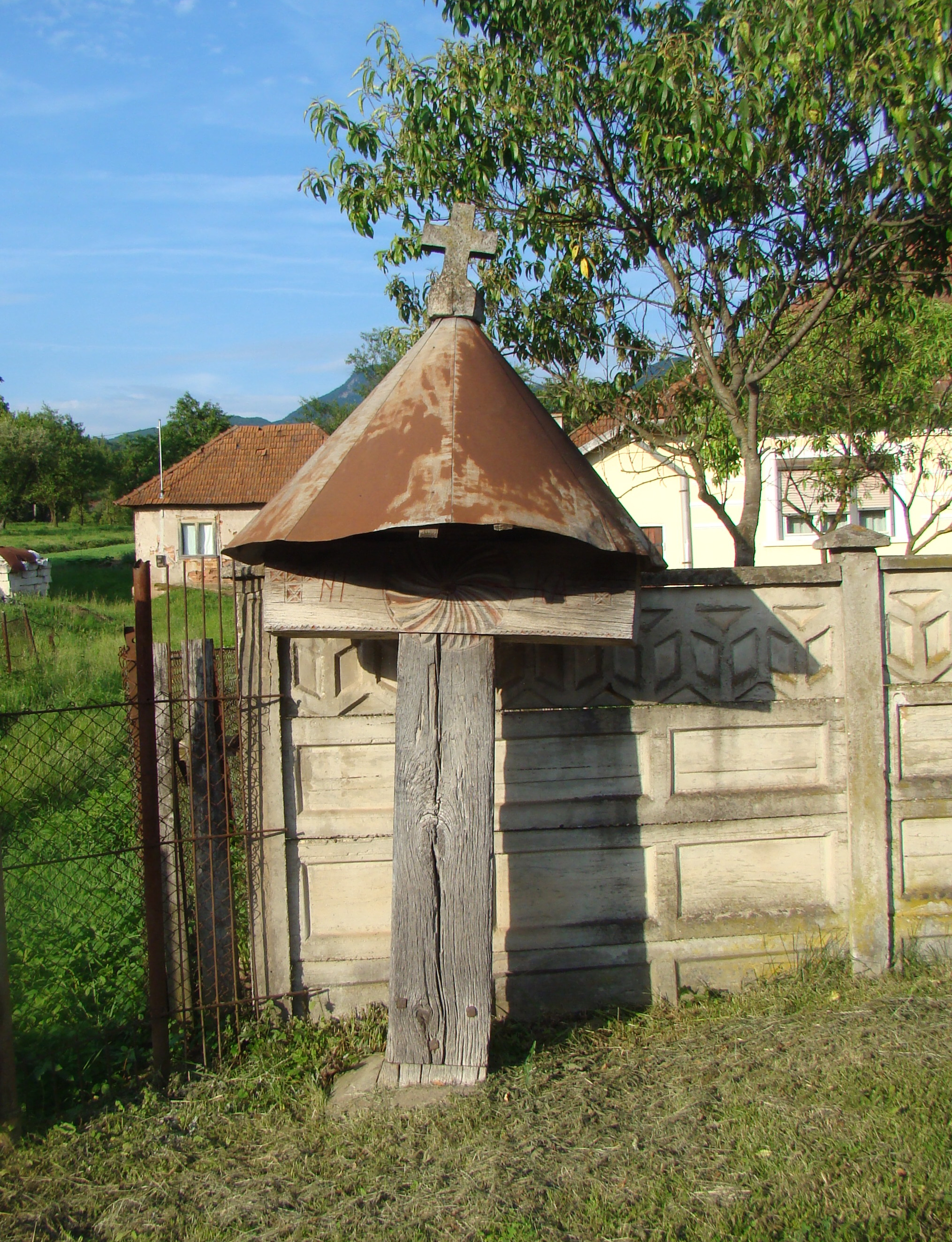
Troiță